# Ecem Karavus
Ecem Karavus (* 9. April 1989 in Sarıyer) ist eine türkische Schauspielerin.

## Leben und Karriere
Ecem Karavus wurde am 9. April in Sarıyer geboren. Sie studierte an der Universität Istanbul. Ihr Debüt gab sie 2011 in der Fernsehserie Das osmanische Imperium – Harem: Der Weg zur Macht. Von 2011 bis 2012 war sie in der Serie Dinle Sevgili zu sehen. Im selben Jahr spielte Karavus in Pis Yedili mit. 2014 wurde sie für die Serie Alin Yazim gecastet.
Anschließend trat sie 2016 in dem Film Bayram Abi  auf. Unter anderem bekam Karavus 2017 eine Rolle in Vezir Parmağı. Zwischen 2017 und 2018 setzte sie ihre Karriere in der Serie Hayatı ve Diğerleri fort. Außerdem bekam sie 2020 in Bay Yanlış eine Nebenrolle.

## Filmografie
Filme
- 2016: Bayram Abi
- 2017: Vezir Parmağı
- 2018: Baba bi buçuk

Serien
- 2011: Das osmanische Imperium – Harem: Der Weg zur Macht
- 2011–2012: Dinle Sevgili
- 2011–2012: Pis Yedili
- 2014: Alin Yazim
- 2017–2018: Hayatı ve Diğerleri
- 2018: Masum Değiliz
- 2020: Bay Yanlış